# ارژانتوی
شهر ارژانتوی (به فرانسوی: Argenteuil) در شهرستان ولدوآز در ناحیه ایل-دو-فرانس با جمعیت ۱۰۲٬۶۸۳ نفر در کشور فرانسه واقع شده‌است

## نگارخانه

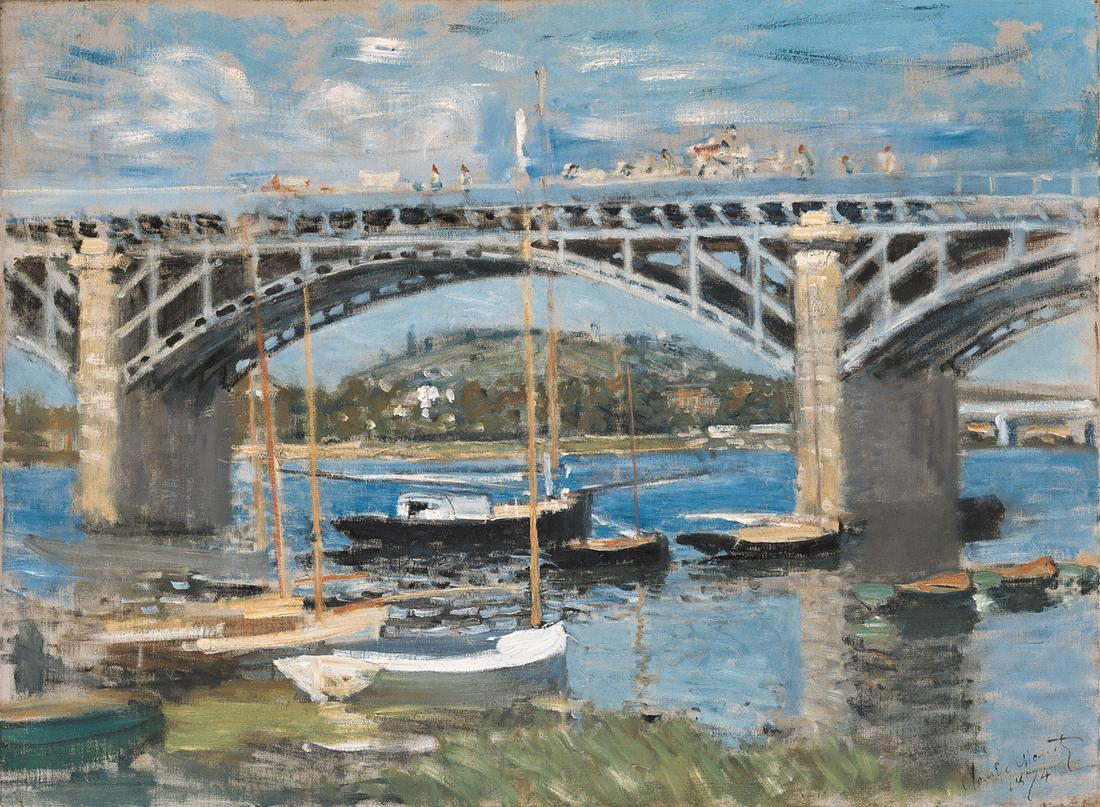
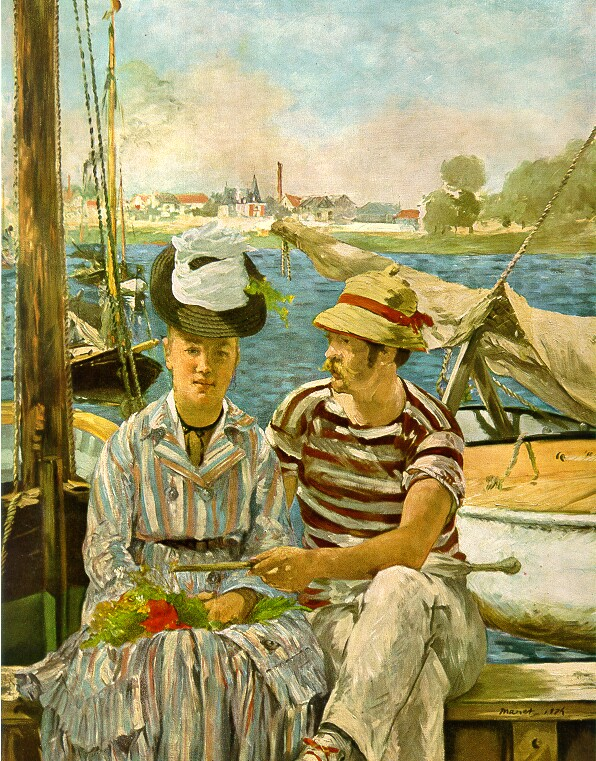
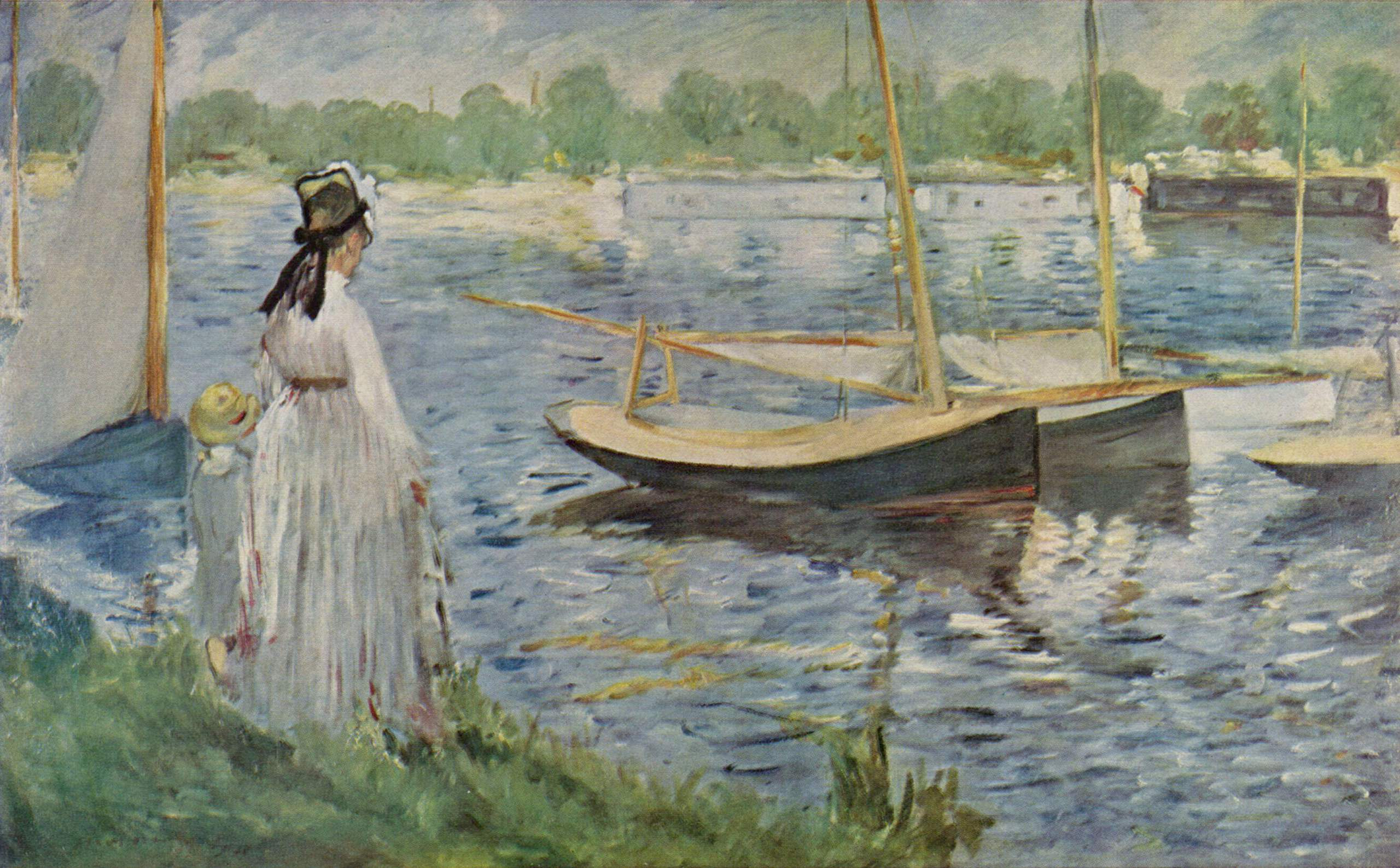
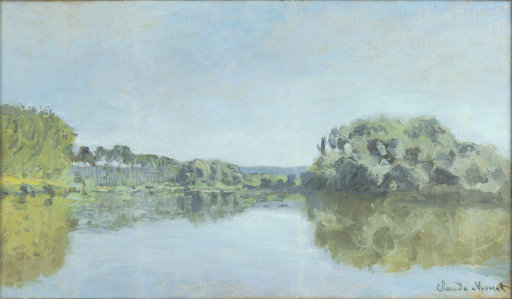